# Uristes entalladurus
Uristes entalladurus is een vlokreeftensoort uit de familie van de Uristidae. De wetenschappelijke naam van de soort is voor het eerst geldig gepubliceerd in 1963 door J.L. Barnard.